# 水安宮站
水安宮站位於臺中市南屯區，當地地名「溝仔墘」，為臺中捷運綠線（烏日文心北屯線）之捷運車站。

## 沿革
工程時站名取自當地地名溝子墘，或水安、水安公園、文心大業，當時車站編號為G10。
- 2013年3月1日 - 工程開始[4]（pp. 4-5）。
- 2018年6月30日 - 公告站名[5]。
- 2020年
  - 5月 - 變更站名（水安→文心大業（水安宮））[6]。
  - 8月 - 市民對於站名存在爭議，站名變更為「水安宮」的提案於市議會表決通過。[7]。
  - 11月16日 - 試營運（至12月15日止的4週間免費）[8]。
  - 11月22日 - 連接器牽引裝置軸心斷裂，試營運中止[9]。
  - 12月19日 - 原定正式營運日[8]。
- 2021年
  - 3月25日 - 重啟試營運（4月23日止的30日間持IC卡免費。4月24日運休）[10]。
  - 4月25日 - 正式營運[10]。

## 車站概要
車站位於文心路一段與大業路口附近（文心路一段上，水安公園東側），當地地名「溝仔墘」，位於南屯區溝墘里。本站規劃時曾定名為當地地名溝子墘，後定為水安站，於通車前的2020年5月更名為文心大業站（副站名為水安宮），爾後在當地藍綠兩黨市議員的要求下，於同年8月18日再度更名為水安宮站，車站編號為111。

## 車站構造
高架車站，兩座側式月台，一個出入口。

### 車站樓層
| 地上 四樓          | 穿越層                                  | 月台連絡天橋 |
| 地上 三樓          |                                         |              |
| 側式月台，右側開門 |                                         |              |
| ①號月台            | 綠線 往北屯總站方向（市政府站）         |              |
| ②號月台            | 綠線 往高鐵台中站方向（文心森林公園站） |              |
| 側式月台，右側開門 |                                         |              |
| 穿堂層             | 出入口、服務台、驗票口、自動售票機      |              |

| 地上 二樓 | 中間層 | 樓梯、電扶梯轉接平台 |
| 地面      |        |                      |
| 出入口    | 出入口 |                      |

### 車站出口
於水安公園內設有單側出入口。另預留未來增設對側出入口之銜接口。
| 出入口                             | 圖片 | 位置                   |
| ---------------------------------- | ---- | ---------------------- |
| 單一出入口 · 設有電梯 · 設有手扶梯 |      | 文心路一段與大業路路口 |
| 註： 設有電梯 \| 設有手扶梯        |      |                        |

## 利用狀況
水安宮站2022全年每日進出人次約3,134人次，在台中捷運系統中排名第6。
| 年   | 年間    | 年間    | 年間      | 單日平均 | 單日平均 |
| 年   | 進站    | 出站    | 進出站計  | 進站     | 進出站   |
| ---- | ------- | ------- | --------- | -------- | -------- |
| 2022 | 554,801 | 588,940 | 1,143,741 | 1,520    | 3,134    |

## 相片集

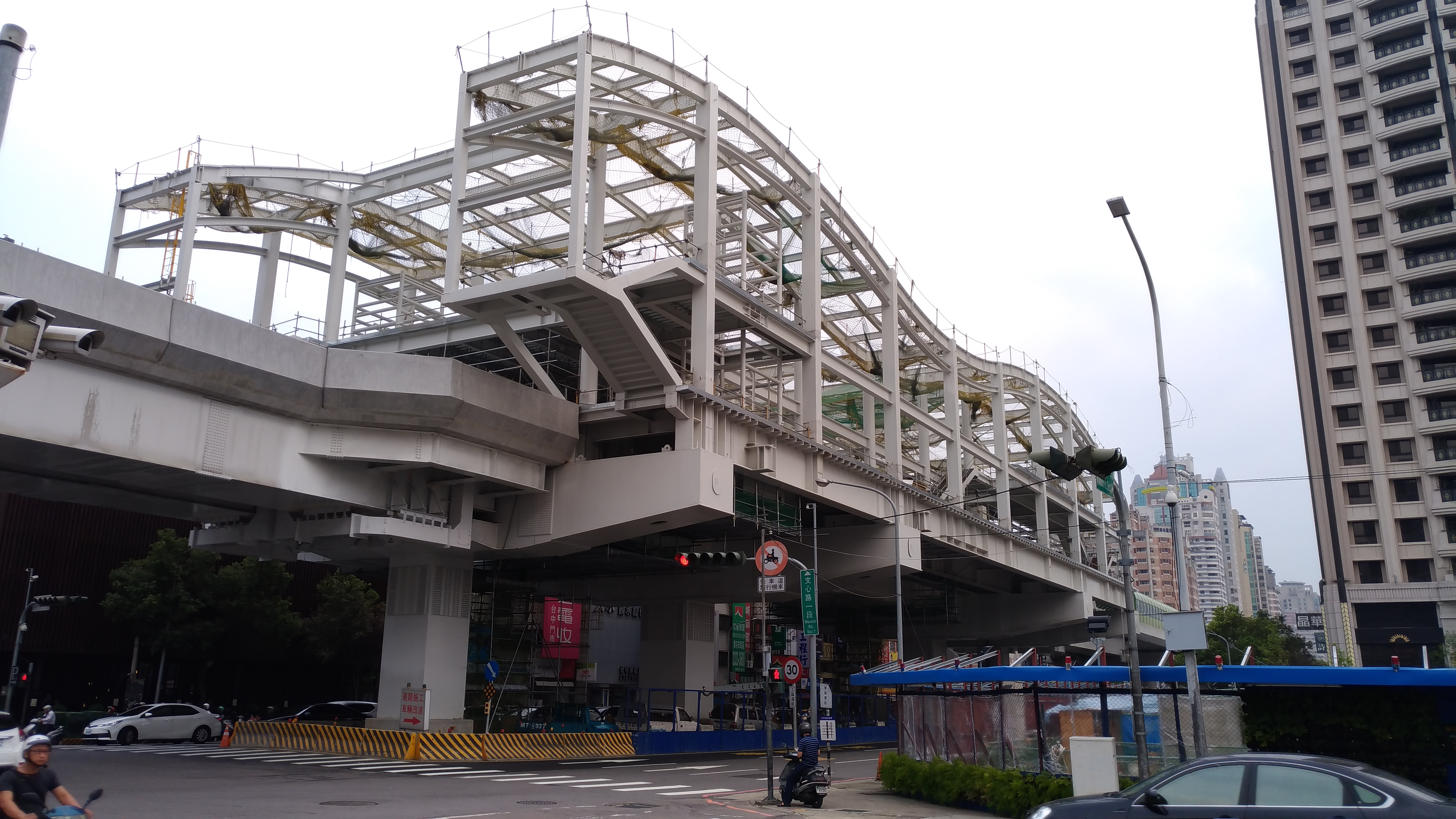
興建中的水安宮站（2017年4月）
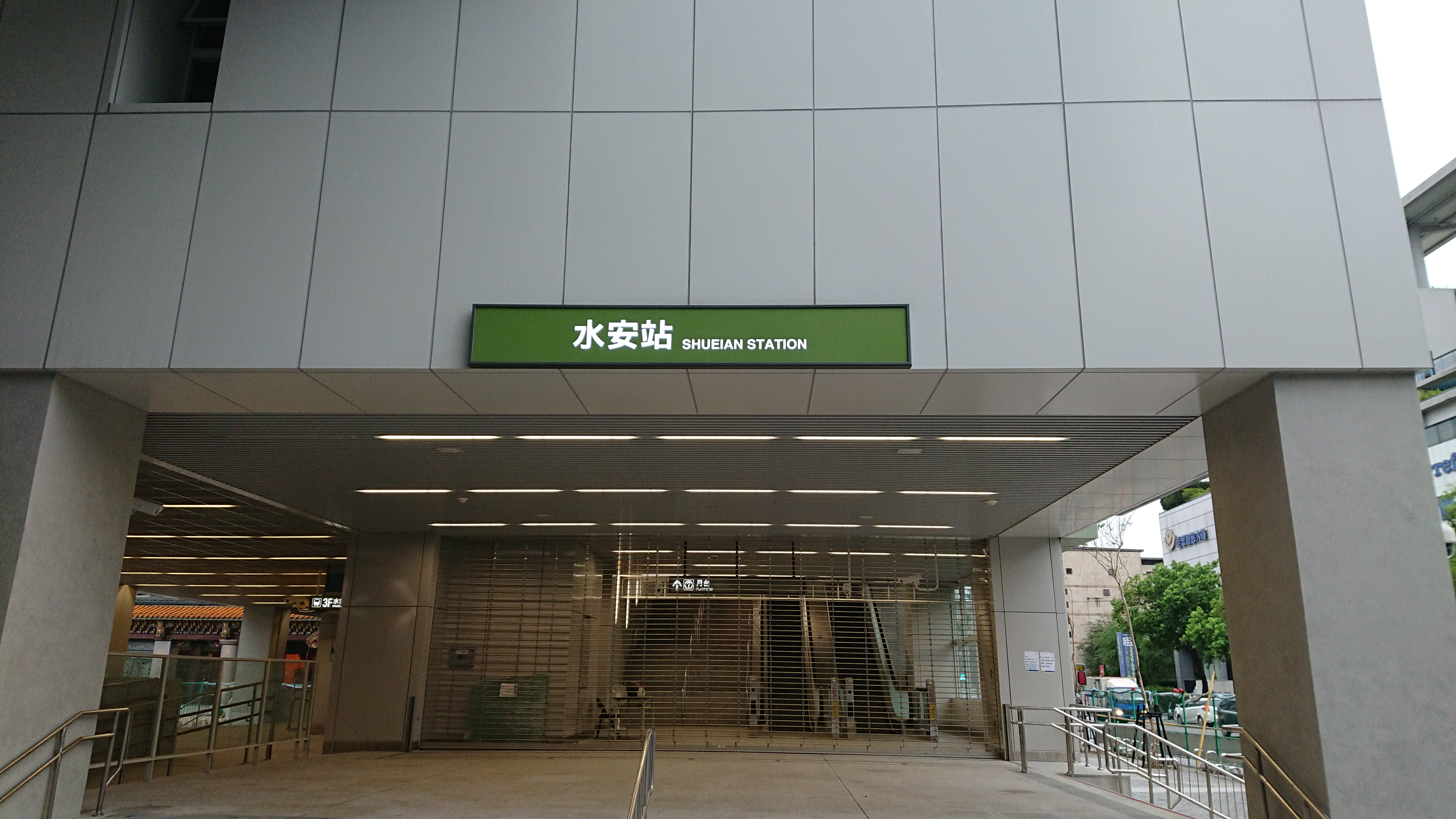
更名前的水安宮站出口
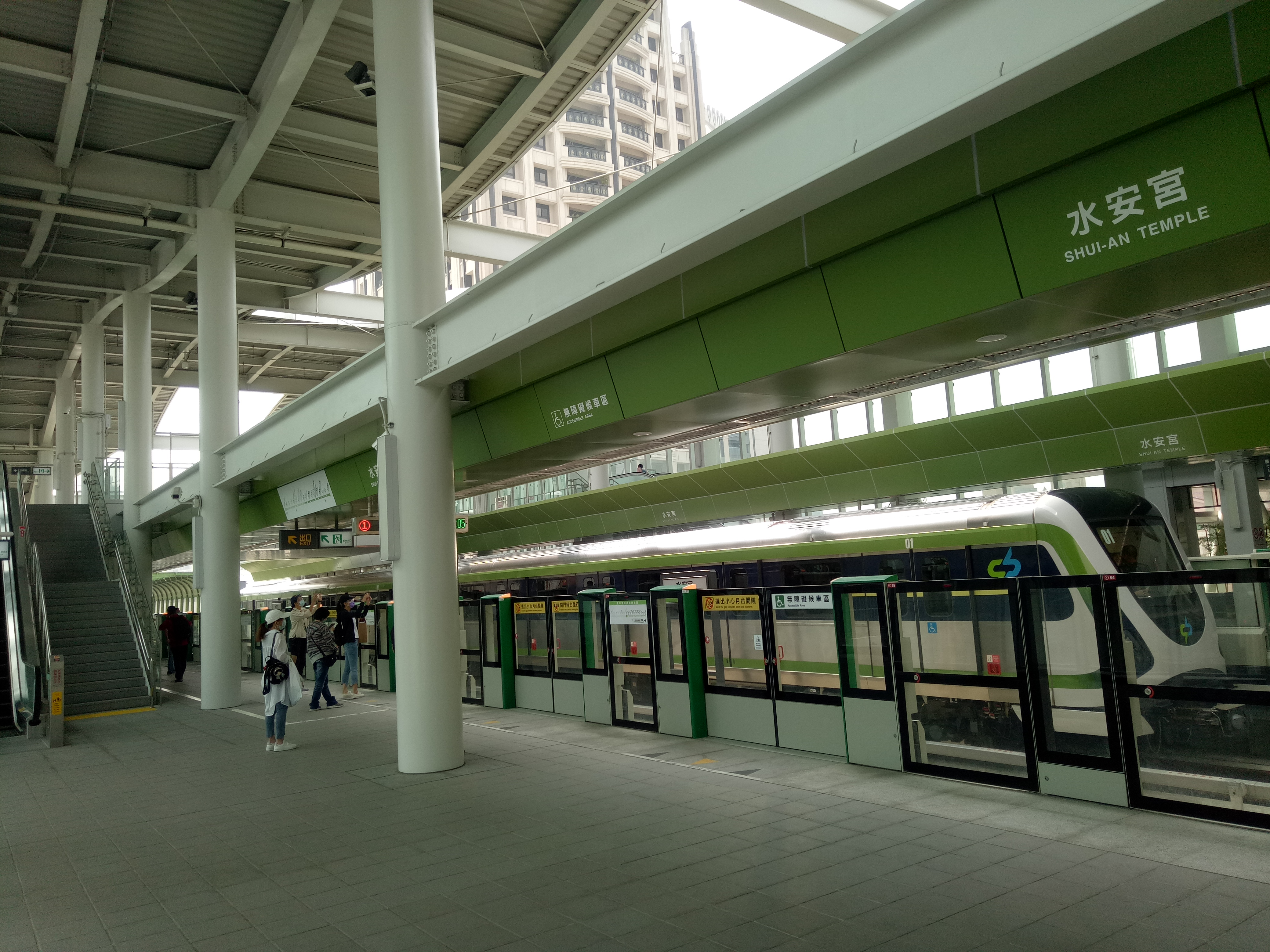
水安宮站月台
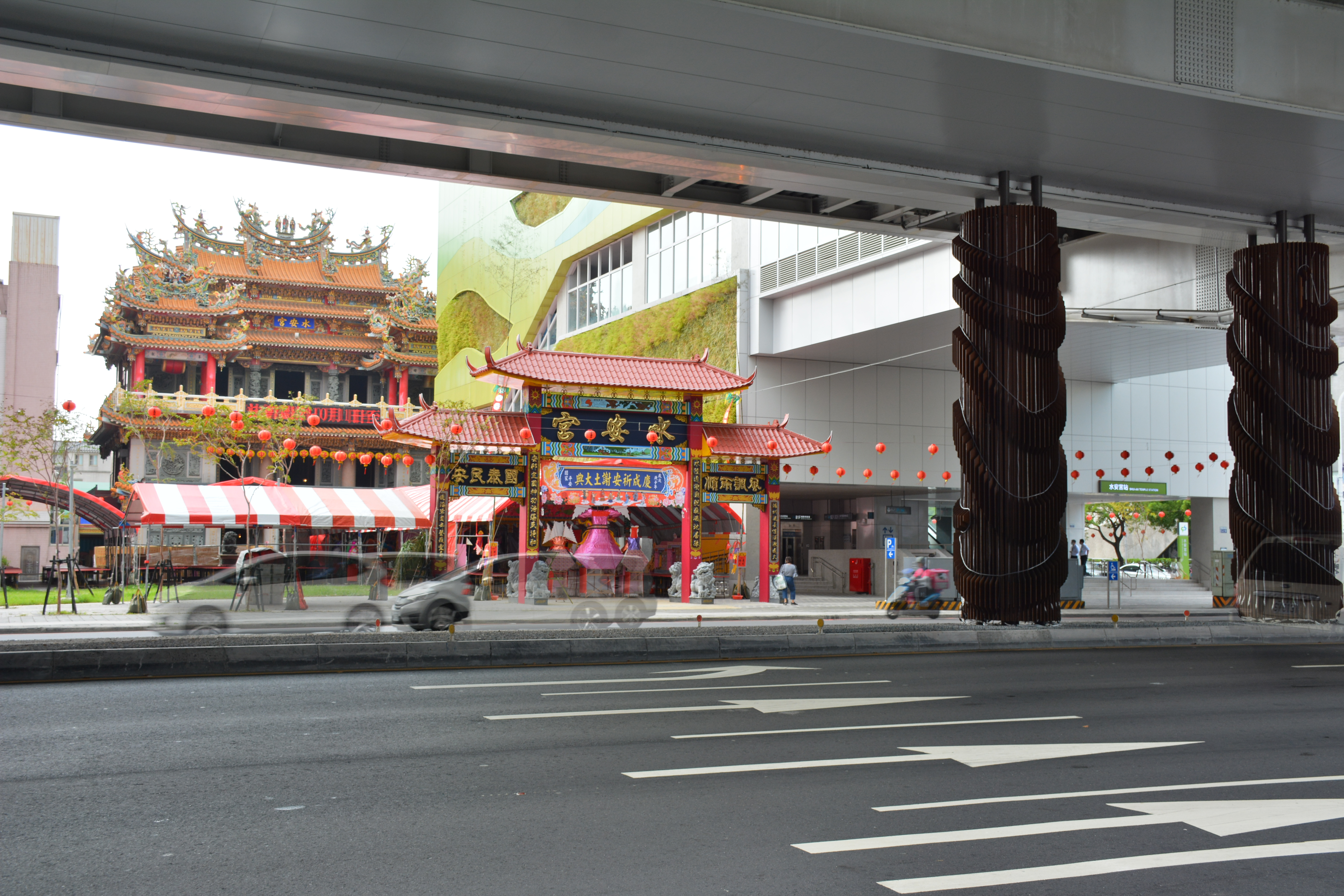
水安宮站與水安宮

## 外部連結
- 台中捷運公司 車站資訊-水安宮站 （页面存档备份，存于）
- 捷運綠線(公開)